# Клане в Кафр Касем
Клането в Кафр Касем е въоръжен акт на насилие, извършен от израелската гранична армия на 29 октомври 1956 г. срещу невъоръжени палестински граждани в село Кафр Касем, при което биват убити 49 цивилни, като двадесет и три от тях са лица под осемнадесетгодишна възраст. Правителството, ръководено от Давид Бен-Гурион, се опитва да прикрие клането и да предотврати публикуването му.
Граничните, участвали в стрелбата, са изправени пред съда и осъдени на затвор, но всички са помилвани и освободени в рамките на една година. Командирът на бригадата е осъден да плати символична глоба. Израелският съд установява, че заповедта за убиване на цивилни е „явно незаконна“.
Исахар Шадми – най-високопоставеният служител, преследван за клането – заявява малко преди смъртта си, че смята, че процесът му е организиран, за да защити членовете на политическия и военен елит на Израел, включително премиера Бен-Гурион, от поемане на отговорност за клането.
През декември 2007 г. израелският президент Шимон Перес поднася официално извинение за клането.

## История и времева линия на събитието
Клането се случва в първия ден от Суецката криза, след национализирането на Суецкия канал от Египет под ръководството на Гамал Абдел Насър. В дните на военно управление, което Израел налага на арабските граждани, ръководството на израелската армия, разположена на израелско-йорданската граница, обявява на 29 октомври 1956 г. полицейски час в населените с араби погранични села на Израел, които са Кафр Касим, Ал-Тира, Кафр Бара, Джаджулия, Ал-Тайбех, Калансува, Бир ал-Сика и Ибтан, в очакване на предстояща битка на йорданската граница. Според факти, разкрити по-късно, клането в Кафр Касим е извършено като част от план (наречен „Халед“), насочен към депортиране на палестинците от района на „граничния триъгълник“ (между 1948 г. Палестина и Западния бряг, който тогава е бил част от Йордания), в който градът на Кафр Касим е локализиран, чрез сплашване на жителите му.:с. 656
Клането се случва вечерта на 29 октомври 1956 г., след като ръководството на израелската гранична армия решава да наложи полицейски час (от 17:00 часа до 6:00 часа) на жителите на Кафр Касем и други арабски села, съседни на границата с Йордания по това време, като подготвителни стъпки за водене на война с Египет. Командирът на Централния район, Цви Цур, предаде заповедите на полевите офицери и бригади и получи задачата да ги изпълни. Комендантски час на частта за гранична охрана, ръководена от майор Шмуел Мелинки и под прякото командване на командира от армейския батальон, разположен на границата, Исахар Шадми.[ неясно? ]

## Израелски служители и ръководители, свързани със събитието
- Давид Бен-Гурион, министър-председател на Израел и министър на отбраната.[8]:с. 656[13]
- Моше Даян, началник-щаб на израелските отбранителни сили.
- Цви Цур, командир на Централния регион и военен служител, отговарящ за района на Триъгълника, който се простира от Ум ал-Фахм на север до Кафр Касем на юг.
- подполковник Исахар Шадми, командир на армейската бригада в граничния район и този, който дава заповедите да бъде извъшена стрелба при неподчинение.
- Шмуел Малинке, командир на дивизията за гранична охрана, която е включена в армейската бригада под командването на Исахар Шадми.
- Габриел Дахан, командир на ротата, отговорна за Кафр Касем.
- Шалом Офер, лидерът на групата, която е разположена на западния вход на селото, където биват убити голяма част от цивилните.